# Caorches-Saint-Nicolas
Caorches-Saint-Nicolas – miejscowość i gmina we Francji, w regionie Normandia, w departamencie Eure.
Według danych na rok 1990 gminę zamieszkiwało 570 osób, a gęstość zaludnienia wynosiła 48 osób/km² (wśród 1421 gmin Górnej Normandii Caorches-Saint-Nicolas plasuje się na 409. miejscu pod względem liczby ludności, natomiast pod względem powierzchni na miejscu 249.).